# Área protegida
As áreas protegidas são locais delimitados e geridos que se destinam à preservação de um conjunto representativo dos principais ecossistemas ou regiões naturais de um território e de áreas ou elementos naturais de singular valor científico, cultural, educativo, estético, paisagístico ou recreativo. As tipologias de Áreas Protegidas são Parque Nacional, Parque Natural, Reserva Natural, Paisagem Protegida, Monumento Natural e Área Protegida Privada.
Muito conhecidas como o principal instrumento de conservação in situ da natureza, existem mais de 161 000 áreas protegidas no mundo, que cobrem cerca de 15% das superfícies terrestres e 8% das áreas marítimas sob jurisdição dos países. O movimento político, social e ambiental que busca promover as áreas protegidas é o conservacionismo.
Existem diversos tipos de áreas protegidas, que oferecem proteção em intensidades e com objetivos específicos distintos, de acordo com a legislação de cada país ou ainda em função de acordos internacionais. Os tipos de áreas protegidas mais comuns e conhecidos do grande público incluem os parques nacionais (que no Brasil podem ser estaduais, municipais ou distritais), os geoparques, os monumentos naturais, os parques naturais e as reservas de caça.

## Histórico

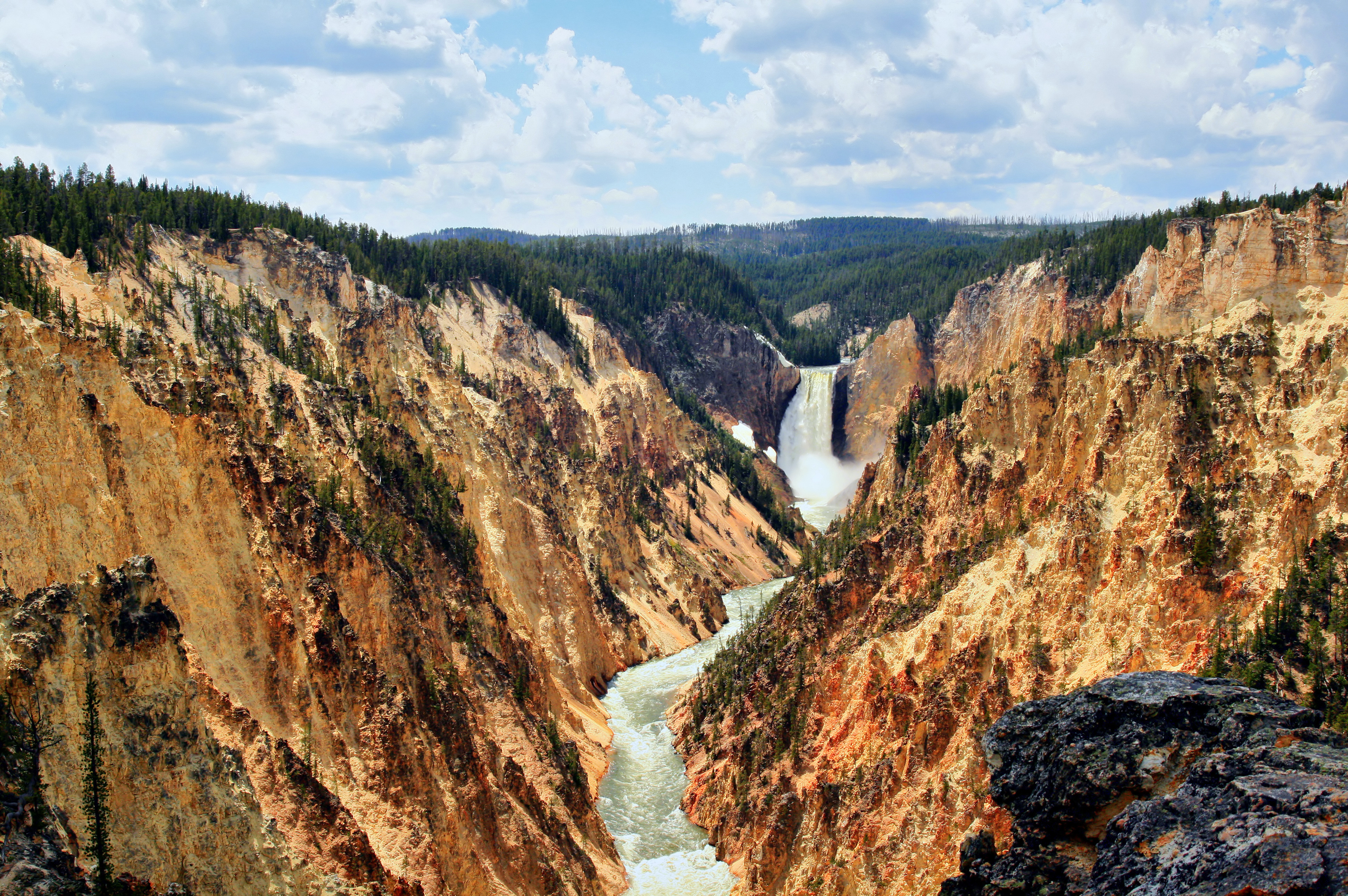
A criação do Parque Nacional de Yellowstone é um marco na história das áreas protegidas

Embora antecedentes das atuais áreas protegidas possam ser encontrados na história de diversos países e lugares, inclusive desde a antiguidade, segundo a literatura mais atualizada sobre o tema as atuais áreas protegidas surgiram entre os séculos XVIII e XIX, como resultado da devastação dos espaços naturais rurais, da poluição e da artificialização das áreas naturais remanescentes nos centros urbanos.
Apesar de não se poder precisar com exatidão qual foi a primeira área protegida criada, um marco inicial das atuais políticas públicas nacionais de criação de áreas protegidas foi a criação do Parque Nacional de Yellowstone, nos Estados Unidos, em 1 de março de 1872. Nos anos seguintes, o mundo assistiria a uma gradual inclusão desses espaços nas políticas públicas dos países e, no início do século XXI, a maior parte das legislações dos países preveem a sua criação.

## Definição

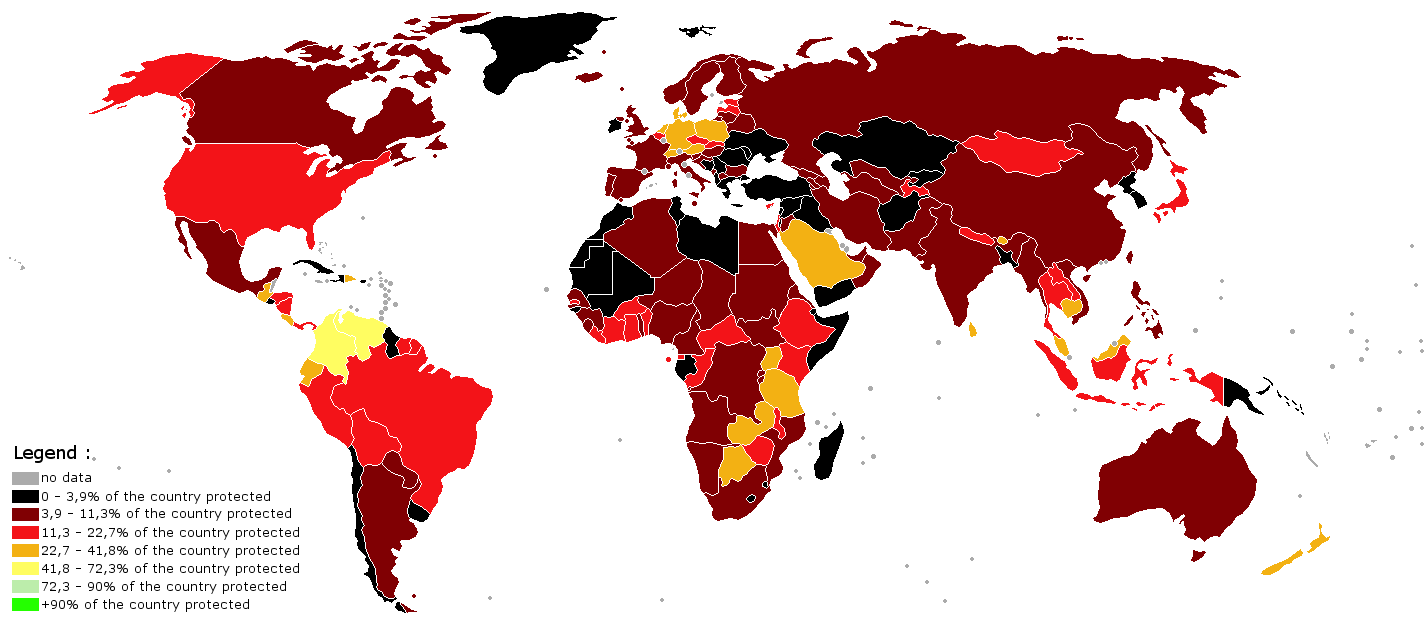
Mapa de 2005 (baseado em Dietrich, 2012) mostrando as porcentagens do território de cada país correspondentes a áreas protegidas. Os percentuais brasileiros não incluem as APP e Reservas Legais, pois esses espaços não se enquadram no conceito internacionalmente aceito de área protegida.

Embora historicamente o termo áreas protegidas tenha sido aplicado a todo e qualquer espaço que beneficia de algum tipo de proteção preocupada com a natureza, desde pelo menos a segunda metade do século XX esforços tem sido feitos com o objetivo de elaborar um conceito de área protegida que inclui outras características básicas.

A definição de área protegida mais aceita internacionalmente nos meios científicos e políticos foi elaborada e vem sendo atualizada pela União Internacional para a Conservação da Natureza (UICN). Trata-se do conceito de área protegida utilizado como referência pela Base de dados Mundial de áreas protegidas. Até 2016 essa definição é:
 Uma área protegida é um espaço geográfico claramente definido, reconhecido, dedicado e gerido, através de meios legais ou outros igualmente eficazes, com o objetivo de garantir a conservação a longo prazo da natureza, juntamente com os serviços ecossistêmicos e os valores culturais associados.
Esse conceito foi elaborado pela UICN a partir dos anos 1960, com o objetivo de melhorar a comunicação entre os diferentes atores das áreas protegidas. Trata-se de uma definição que segue a mesma linha de outros conceitos previstos primeiro na Convenção para a Preservação de Animais Selvagens, Pássaros e Peixes na África (também chamada Convenção de Londres de 1900), e depois na Convenção Relativa à Preservação da Fauna e da Flora em seu Estado Natural (também chamada Convenção de Londres de 1933), e na Convenção para a Proteção da Flora, da Fauna e das Belezas Cênicas Naturais dos Países da América (conhecida como Convenção de Washington de 1940). Esses documentos foram pioneiros na busca por uniformizar a crescente diversidade de nomenclaturas de áreas protegidas que foram surgindo nos países, e juntamente com o conceito de área protegida da UICN serviram de base para o conceito de área protegida que consta na Convenção sobre Diversidade Biológica.
Ao se buscar verificar se um determinado espaço protegido é também uma área protegida, o primeiro passo deverá sempre ser o de verificar se este se enquadra nesta definição. Como a própria UICN afirma, sua definição de área protegida pode muitas vezes deixar de fora diversos tipos de espaços que são úteis para a conservação da natureza, mas que não correspondem ao que seus membros consideram como sendo áreas protegidas.
A UICN elaborou também um sistema de categorias de gestão de áreas protegidas, cujo objetivo é uniformizar em maior detalhe a coleta de dados e possibilitar comparações mais precisas, e portanto além do enquadramento de um determinado espaço no conceito de área protegida, o segundo passo geralmente é verificar em que categoria melhor se insere.

## Medidas de proteção e conservação das Áreas Protegidas
As medidas de proteção e conservação estão relacionadas com os principais fatores de ameaça identificados nas Áreas Protegidas: destruição, degradação e fragmentação dos habitats naturais, perseguição humana, doenças ou invasão do território por espécies invasoras ou tóxicas.
Alguns exemplos de medidas de proteção e conservação de Áreas Protegidas são:
- Manutenção de técnicas agrícolas tradicionais;
- Controlo da poluição;
- Restabelecimento do regime hidrológico natural e da continuidade longitudinal dos rios;
- Conservação de zonas húmidas, como charcos, lagoas e galerias ripícolas;
- Fiscalização das atividades de exploração da fauna selvagem, designadamente, a caça e a pesca;
- Controlo da expansão das áreas de regadio e das zonas florestais com espécies de crescimento rápido;
- Controlo das espécies invasoras, reabilitação das áreas florestais autóctones e prevenção dos incêndios florestais;

## Diversidade denomenclaturasnos países
Alguns levantamentos estimam em pelo menos uma centena a variedade de nomes com que as áreas protegidas são denominadas nos diferentes países e regiões, e não raro os países possuem suas próprias categorias de espaços protegidos, mais ou menos similares ao conceito de área protegida da UICN. Assim, no contexto africano, alguns países utilizam o conceito de "área de conservação", definida como qualquer área protegida designada e gerida com o fim de obter um dado número de objectivos (embora esses objectivos sejam definidos tendo como referência as seis categorias da IUCN). No contexto francês, o termo corrente, bastante amplo, é espaces protégés. A situação brasileira é incomum, pois em sua legislação existem dois conceitos semelhantes, "espaços territoriais especialmente protegidos" e "unidades de conservação". No entanto, este último é aquele que mais se aproxima do conceito de área protegida da UICN.

## Objetivos

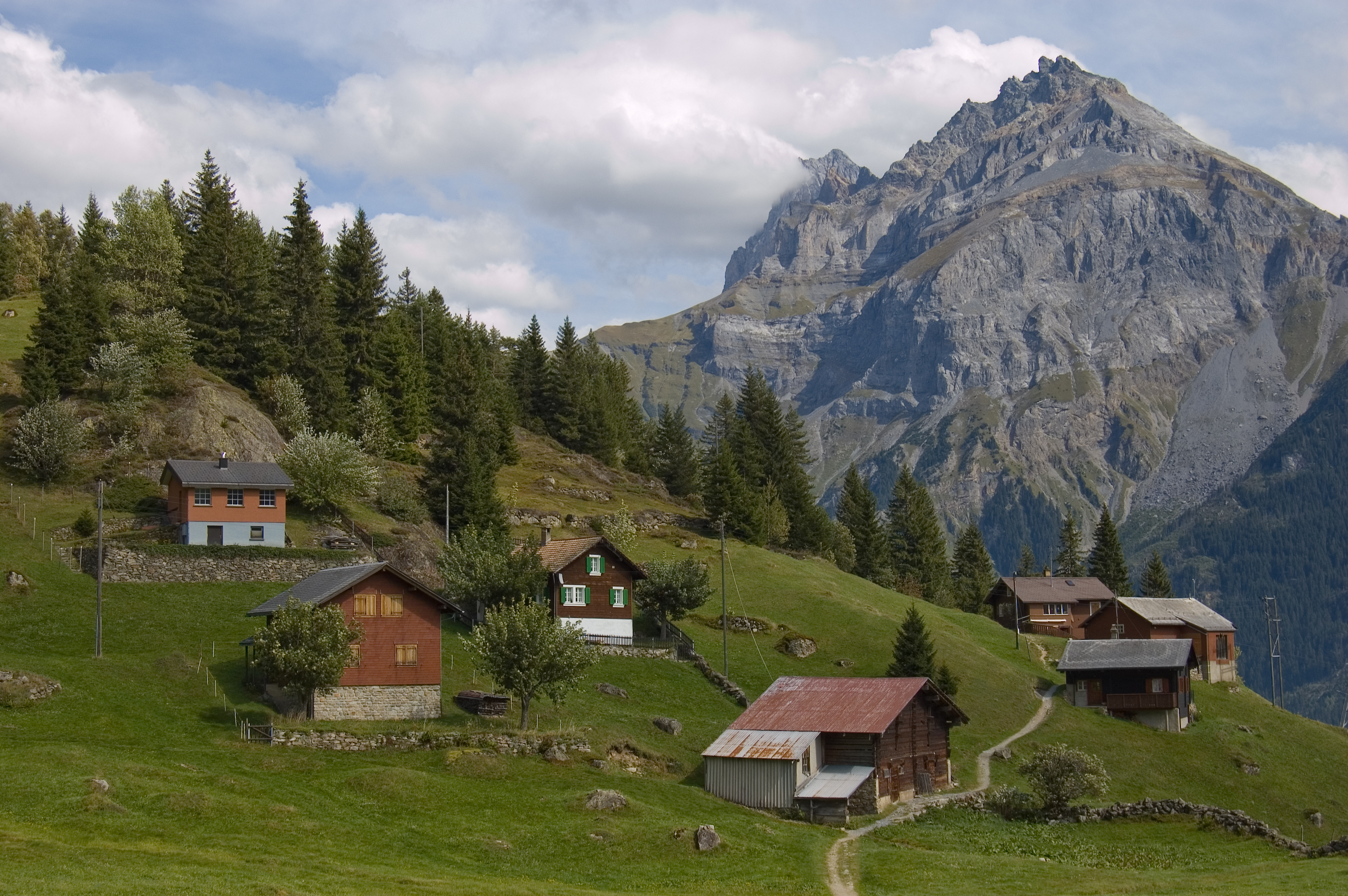
Ao lado da biodiversidade, a proteção de espaços naturais com forte valor estético continua a ser um dos objetivos centrais das áreas protegidas. No contexto europeu, especialmente, é frequente a proteção de espaços naturais com algum grau de presença humana.

Os objetivos das áreas protegidas são muito variados, mas têm como principal preocupação a proteção do ecossistema local. Os objetivos das áreas protegidas podem abranger elementos específicos da natureza local, como a biodiversidade biológica, a paisagem ou o património cultural, que frequentemente se encontram presentes, ou um conjunto desses elementos. Da mesma forma, esses objetivos podem variar consideravelmente, desde desde uma proteção estrita e que restringe fortemente a presença humana, até abordagens inspiradas na ideia de desenvolvimento sustentável ou de proteção integrada.
Apesar dessa diversidade de objetivos e considerações, as legislações dos países e os documentos que regulam a gestão desses espaços incluem um ou mais dos seguintes objetivos:
- Preservação das espécies e da diversidade genética;
- Proteção de características naturais e culturais locais;
- Manutenção dos serviços ambientais (água, regulação do clima, diminuição da erosão, dentre outros);
- Investigação científica;
- Turismo e recreação;
- Educação ambiental;
- Utilização sustentável dos recursos naturais.

## Números-chave das áreas protegidas

Somadas, as áreas protegidas de todo o mundo cobrem uma área aproximadamente do tamanho do continente da América do Norte.

A fonte de informações mais completa sobre o número e a área coberta pelas áreas protegidas, a nível mundial, é a Base de Dados Mundial de Áreas Protegidas. Além disso, relatórios periódicos são publicados, de tempos em tempos, por organismos internacionais, e segundo os dados de 2014, as áreas protegidas ocupam cerca de 15,4% do território terrestre mundial, 3,4% da superfície total dos oceanos, e 8,4% das áreas marinhas sob jurisdição nacional.
Para que sejam atingidos os objetivos estabelecidos em Aichi, do quadro da Convenção sobre diversidade, esses números deverão aumentar significativamente até 2020.

## Categorias de gestão de áreas protegidas da UICN
Como forma de influenciar os Estados na elaboração de sua legislação ambiental, e também com o objetivo de padronizar as ações e as coletas de dados sobre as áreas protegidas dos países, a UICN elaborou um sistema de seis categorias de gestão de áreas protegidas, que compreende os tipos abaixo. Essas categorias são relevantes apenas para espaços protegidos que se enquadrem na definição de área protegida da UICN. O fato de uma área protegida receber um nome que esteja relacionado com uma das categorias da UICN não garante seu enquadramento na categoria, e para que isso ocorra suas características devem ser condizentes com os parâmetros estabelecidos pela UICN. Por exemplo, nem todo Parque Nacional pode ser classificado na categoria II.
Para uma descrição detalhada das categorias de gestão, ver o artigo Sistema IUCN de Categorias de Gestão de Áreas Protegidas.

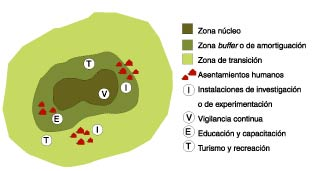
Exemplo de área protegida que conta com duas camadas de zonas-tampão.

## Áreas protegidas e zonas-tampão
Diversas modalidades de áreas protegidas podem contar com outros tipos de áreas protegidas adjacentes, cobrindo total ou parcialmente seu entorno e servindo como de faixas de transição. Essas áreas adjacentes frequentemente são também chamadas "zonas de amortecimento" ou "zonas buffer".

## Mosaicos de áreas protegidas e corredores verdes
Devido à evolução da disciplina da biogeografia, o foco da conservação nas últimas décadas tem sido modificado, e ao invés de se privilegiar a abordagem de ilhas de proteção, cada vez mais o foco tem se concentrado na abordagem de mosaicos e corredores verdes, que procuram oferecer às espécies e indivíduos condições para que possam deslocar-se e tenham melhores condições em termos de fluxo gênico.

## Áreas protegidas na legislação dos países lusófonos

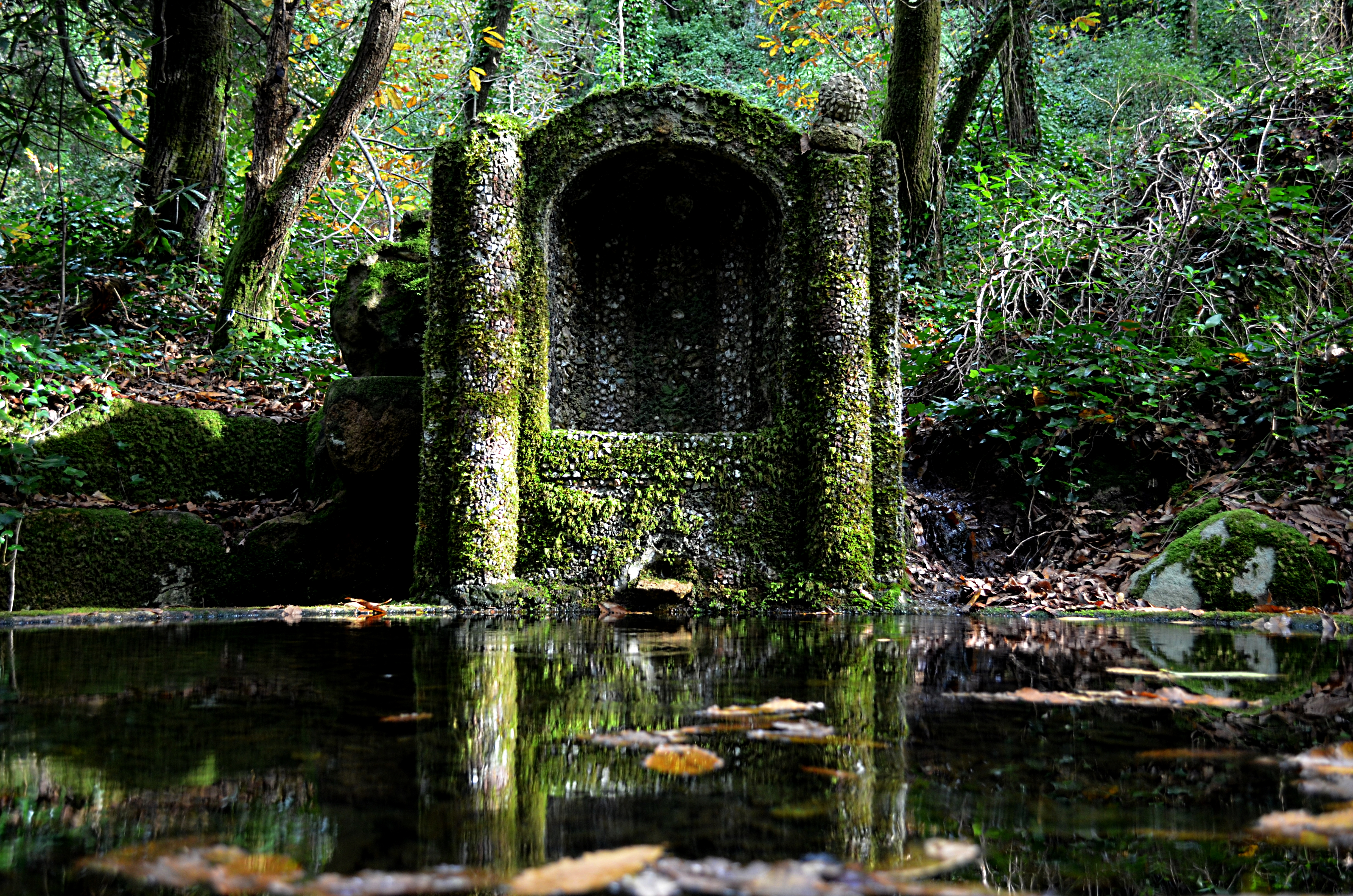
Parque Natural de Sintra-Cascais (Portugal). Área protegida categoria V no sistema da UICN.

### Legislação portuguesa
A legislação de Portugal utiliza a designação "Área Protegida", definida como uma zona delimitada em que qualquer intervenção humana está condicionada e sujeita a regulamentos específicos, tendo em vista a sua protecção ambiental ou outra. O decreto-lei 19/93 de 23 de Janeiro, que regula os estatutos das AP em Portugal, estabelece sete tipologias de áreas protegidas:
1. Parque nacional
2. Parque natural
3. Reserva natural
4. Monumento natural
5. Paisagem protegida
6. Área Protegida Privada
7. Outras AP classificadas (Sítios Classificados)

### Legislação brasileira

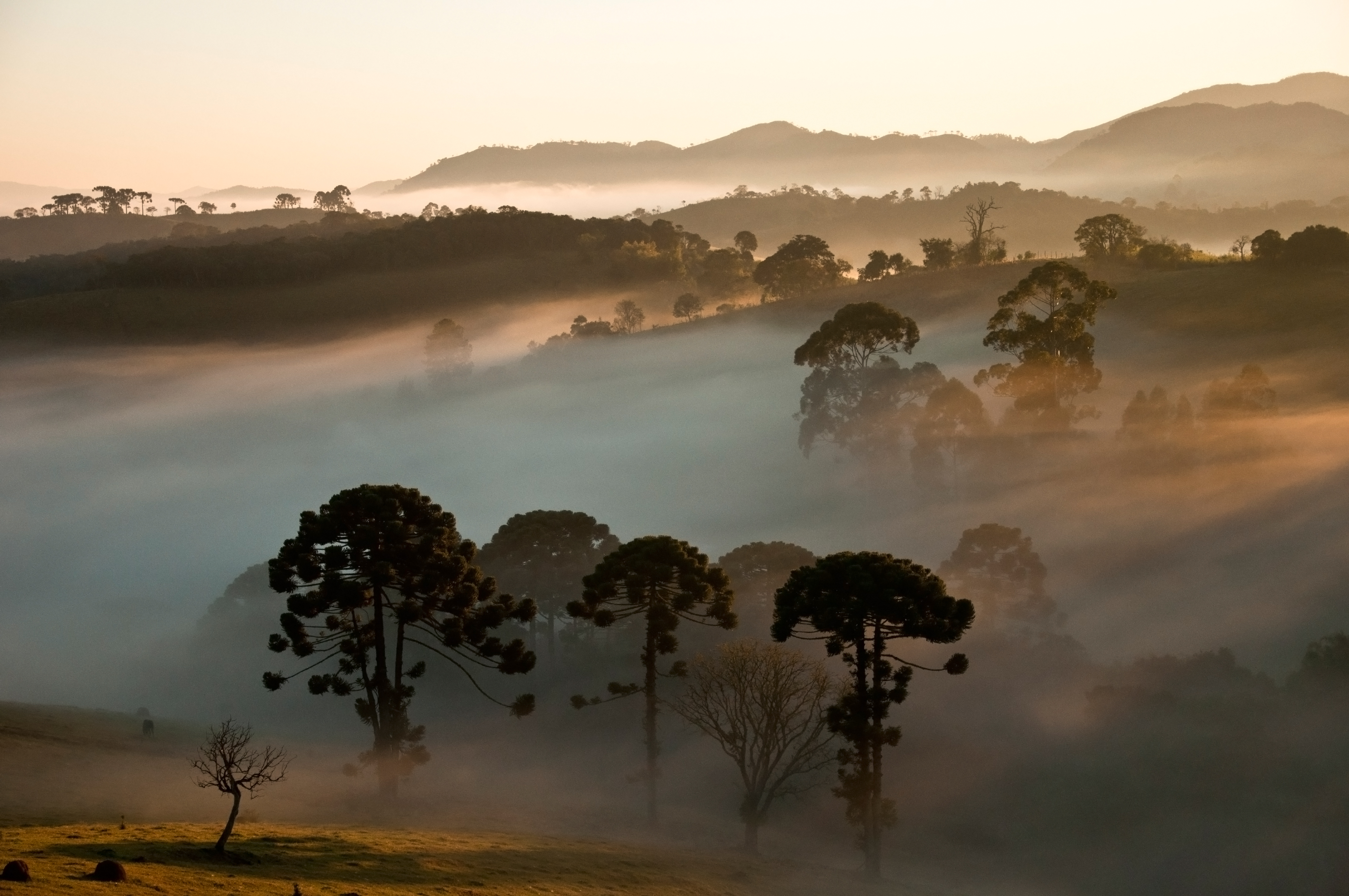
Araucárias, Parque Nacional da Serra da Bocaina (Brasil). Área Protegida categoria II no sistema da UICN.

No Brasil, segundo o decreto n. 5 758, de 13 de abril de 2006, que institui o Plano Estratégico Nacional de Áreas Protegidas, o conceito de "área protegida" equivale somente às unidades de conservação brasileiras e às terras indígenas e territórios quilombolas. O mesmo dizem os relatórios de atividades apresentados pelo Brasil ao secretariado da Convenção sobre diversidade, e a Base de dados de áreas protegidas das Nações Unidas. Embora as terras indígenas e territórios quilombolas não correspondam ao arquétipo tradicional de área protegida, e não sejam espaços onde a proteção da natureza seja o objetivo principal, o entendimento de que eles constituem áreas protegidas é condizente com o as mudanças recentes que a definição de área protegida da UICN vem sofrendo, e que de certa forma têm tornado o conceito mais amplo.
Apesar dessa definição legal, há autores que consideram que as áreas protegidas podem ser caracterizadas como equivalentes ao conceito constitucional de "espaços territoriais especialmente protegidos" (art. 225 CF), ou seja, correspondendo a todos espaços territorialmente demarcados cuja principal função é a conservação e/ou a preservação de recursos, naturais e/ou culturais, a elas associados. Por esse entendimento, que não leva em conta o conceito de área protegida da UICN expresso em diversas publicações, além do SNUC e suas unidades de conservação também podem ser consideradas áreas protegidas algumas áreas do Novo Código Florestal (APPs e Reservas Legais), do Estatuto do Índio (terras Indígenas), do Decreto Federal nº 4 887 (territórios quilombolas) e ainda do Programa MaB (Reservas da Biosfera), da Convenção sobre Zonas Úmidas (Sítios Ramsar) e da Convenção do Patrimônio Mundial (Sítios do Patrimônio Mundial Natural). No caso destas últimas, a contradição parece ser evidente, pois a legislação brasileira não prevê modalidades de proteção específica para esses espaços, que na prática são protegidos por outros instrumentos, principalmente unidades de conservação.
Se consideradas apenas as unidades de conservação, as categorias brasileiras de áreas protegidas são: 
Proteção integral
1. Estação ecológica
2. Reserva biológica
3. Parque nacional
4. Monumento natural
5. Refúgio de vida silvestre

Desenvolvimento sustentável
1. Área de relevante interesse ecológico;
2. Reserva particular do patrimônio natural (oficialmente é parte do grupo de "desenvolvimento sustentável", mas na prática de é de "proteção integral")
3. Área de proteção ambiental
4. Floresta nacional
5. Reserva de desenvolvimento sustentável

Parque transfronteiriço do Grande Limpopo, que inclui áreas protegidas de três países, dentre ele Moçambique. Esta área protegida ainda não encontra-se homologada no sistema de categorias da UICN.

6. Reserva de fauna
7. Reserva extrativista

### Legislação moçambicana
Em Moçambique as protegidas geralmente são referidas como "áreas de conservação", embora a legislação do país trate-as pelo nome de de "Áreas de Protecção Ambiental", cujo regramento encontra-se no artigo 13 da Lei 20/97 de 1 de Outubro, também chamada "Lei do Ambiente". Segundo essa mesma lei, as áreas de proteção ambiental do país podem ter caráter nacional, regional, local ou ainda internacional, consoante os interesses que procuram salvaguardar. Além disso, como é frequente em outros países, elas podem abranger áreas terrestres, águas lacustres, fluviais ou marítimas e outras zonas naturais distintas.
Trata-se de uma definição geral e que tem forte ligação com a noção de área protegida.

### Legislação angolana
Em Angola, as áreas protegidas são referidas pela legislação como "Áreas de Protecção Ambiental". As categorias de áreas protegidas atualmente em uso no país são: parques nacionais, parques regionais, reservas parciais, reservas naturais e coutadas. Existe uma discussão a respeito da inclusão das reservas florestais na definição de Áreas de Protecção Ambiental, e se esses espaços forem considerados o percentual do território nacional coberto por áreas protegidas ultrapassaria consideravelmente os atuais 6,6%. Os objetivos recentes do governo angolano são de que até 2020 pelo menos 20% do território nacional seja protegido.

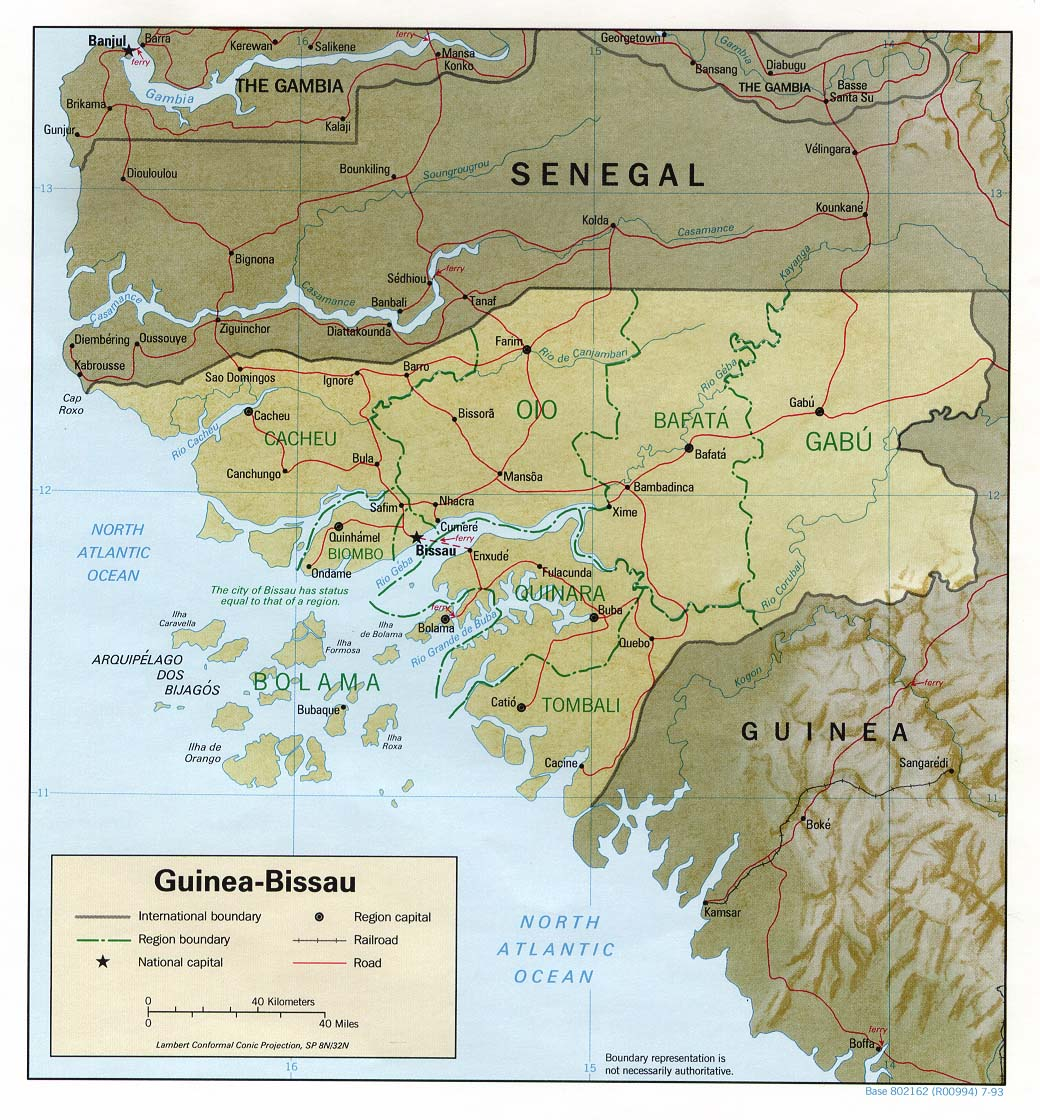
O arquipélago guineense de Bijagós é protegido pela Reserva de Biosfera Bolama-Bijagós. Sua categoria UICN ainda não foi validada.

### Legislação guineense
A Lei-Quadro das Áreas Protegidas (Decreto-lei nº 3/97) de 1997 criou na legislação de Guiné-Bissau as categorias de áreas protegidas dos parques nacionais, dos parques naturais, das reservas naturais, dos perímetros de meio ambiente sensível, dos santuários ecológicos e das florestas sagradas, além de reconhecer categorias provenientes de tratados internacionais assinados pelo país.
Revista em 2011 (Decreto-lei nº 5-A/2011 de 11 de março), ela define áreas protegidas como "superfície de terra e/ou do mar especialmente voltada à protecção e conservação da diversidade biológica e dos recursos naturais e culturais em conjunto, gerida através de instrumentos jurídicos ou outros igualmente eficazes", e determina que as categorias de áreas protegidas do país passam a ser:
1. Parques nacionais;
2. Reserva naturais integrais;
3. Zonas de natureza selvagem;
4. Monumentos naturais;
5. Áreas administradas para o habitat e as espécies;
6. Paisagens terrestres ou marinhas protegidas;
7. Áreas protegidas de recursos naturais administrados;
8. Áreas protegidas comunitárias;
9. Florestas ou sítios sagrados;
10. Reserva da biosfera - categoria proveniente do direito internacional (Programa Homem e Biosfera da Organização das Nações Unidas para a Educação, a Ciência e a Cultura-UNESCO).

Até 2016, os seguintes tipos de áreas protegidas haviam sido criadas no país: parques nacionais, parques naturais, área marinha protegida comunitária e reserva da biosfera.

### Legislação timorense

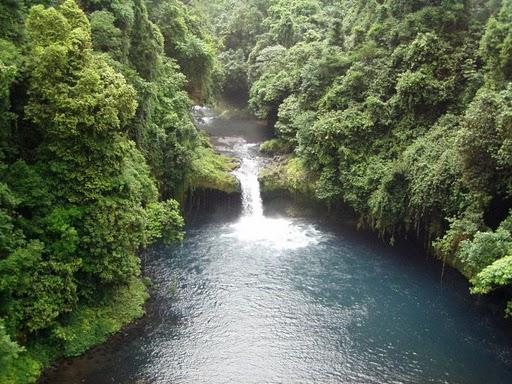
Reserva científica de Caldera de Luba, área protegida guinéu-equatoriana categoria Ib segundo a UICN.

Em Timor-Leste, o termo comumente utilizado como sinônimo de áreas protegidas é "zonas de conservação natural". O país ainda dá os primeiros passos em sua política de criação de áreas protegidas, que até o momento conta apenas com a categoria dos parques nacionais. O primeiro parque desse tipo a ser criado no país foi o Parque Nacional Nino Konis Santana, criado pela Resolução do Governo n.º 8 /2007, 1 de Agosto de 2007 e oficialmente inaugurado  1 de Agosto de 2008.

### Legislação guinéu-equatoriana
Na Guiné Equatorial, a Lei 4/2000, do 22 de maio, trata da criação de áreas protegidas e, com o objetivo de serem criadas pelo menos 13 áreas desse tipo, estabelece quatro categorias no país: as "reservas científicas", as "reservas naturais", os "parques nacionais" e os "monumentos naturais". Essa mesma lei também regulamenta a criação do Instituto Nacional de Áreas Protegidas, que tem como objetivo gerir de maneira independente a rede nacional de áreas protegidas, e garantir a participação da população na gestão de cada uma das áreas protegidas de que ela é composta.

### Legislação de Macau
Macau é uma das regiões administrativas especiais da República Popular da China, e possui uma área total de 30,3 km². Embora Macau possua alguns parques urbanos de tamanho limitado, e uma quantidade considerável de áreas verdes, segundo a Base de dados de áreas protegidas das Nações Unidas não existe nenhuma área protegida na região.

### Legislação cabo-verdiana

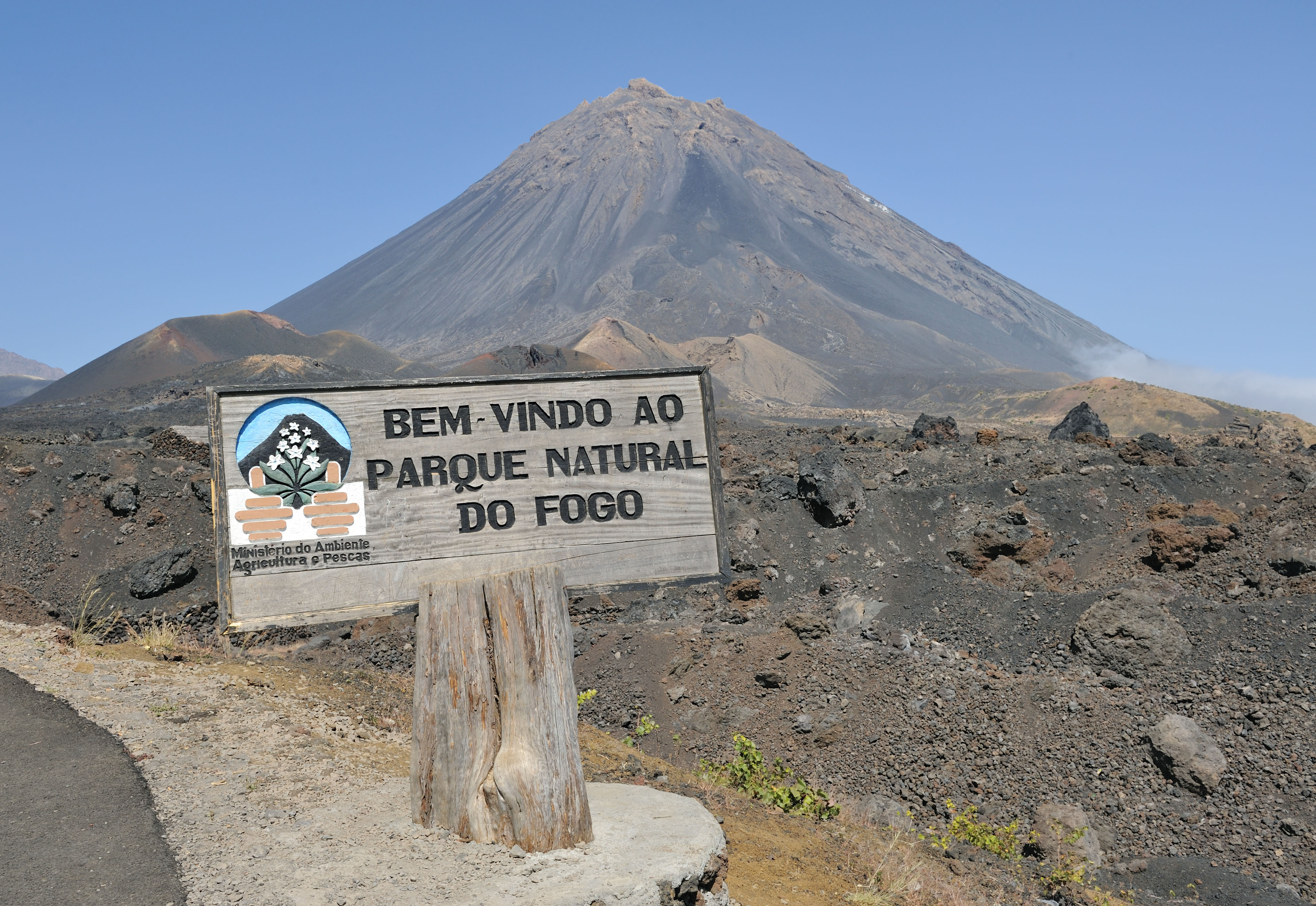
Parque Natural do Fogo, área protegida cabo-verdiana ainda não validada no sistema da UICN.

Em 2015, o direito de Cabo Verde prevê as seguintes categorias de áreas protegidas:
1. Reservas Naturais - que por sua vez podem ser de três tipos: Reservas Naturais Temporais, Reservas Naturais Integrais e Reservas Naturais Parciais (que em função do recursos dominante podem ser chamadas de Reservas Ornitológicas, Reservas   Botânicas e Reservas Marinhas, dentre outras)
2. Parques Nacionais
3. Parques Naturais
4. Monumentos Naturais
5. Paisagens Protegidas
6. Sítios de Interesse Científico

Ao menos um trabalho de pesquisa, realizado em 2011, apontou que dentre os principais desafios do país em relação à gestão de seu patrimônio ambiental, está a consolidação de suas áreas protegidas.

### Legislação são-tomense
Em São Tomé e Príncipe, o termo frequentemente empregado é "áreas protegidas", e a legislação estabelece as seguintes categorias: "Parque Natural", "Reserva Natural", "Monumento Natural" e "Reserva Especial". Além disso, o país aplica diretamente tratados internacionais versando sobre o assunto, e portanto pode criar tanto "Reservas da Biosfera", com base no acordo relacionado ao Programa Homem e Biosfera da Organização das Nações Unidas para a Educação, a Ciência e a Cultura (UNESCO), quanto "Humedais", a partir da Convenção de Ramsar.
Apenas o Parque Natural Ôbo cobre cerca de 30% da superfície da Ilha de São Tomé, a maior das ilhas compondo o país.

## Áreas protegidas em outras legislações
A listagem abaixo oferece ligações com artigos tratando das áreas protegidas de países específicos:
| País (em ordem alfabética) |
| -------------------------- |
| Argentina                  |
| Austrália                  |
| Bielorrússia               |
| Bolívia                    |
| Chile                      |
| Colômbia                   |
| Cuba                       |
| Equador                    |
| Espanha                    |
| Estados Unidos             |
| Filipinas                  |
| Finlândia                  |
| França                     |
| Guatemala                  |
| Honduras                   |
| Índia                      |
| México                     |
| Nicarágua                  |
| Panamá                     |
| Paraguai                   |
| Peru                       |
| Polônia                    |
| Reino Unido                |
| República Dominicana       |
| Uruguai                    |

## Galeria

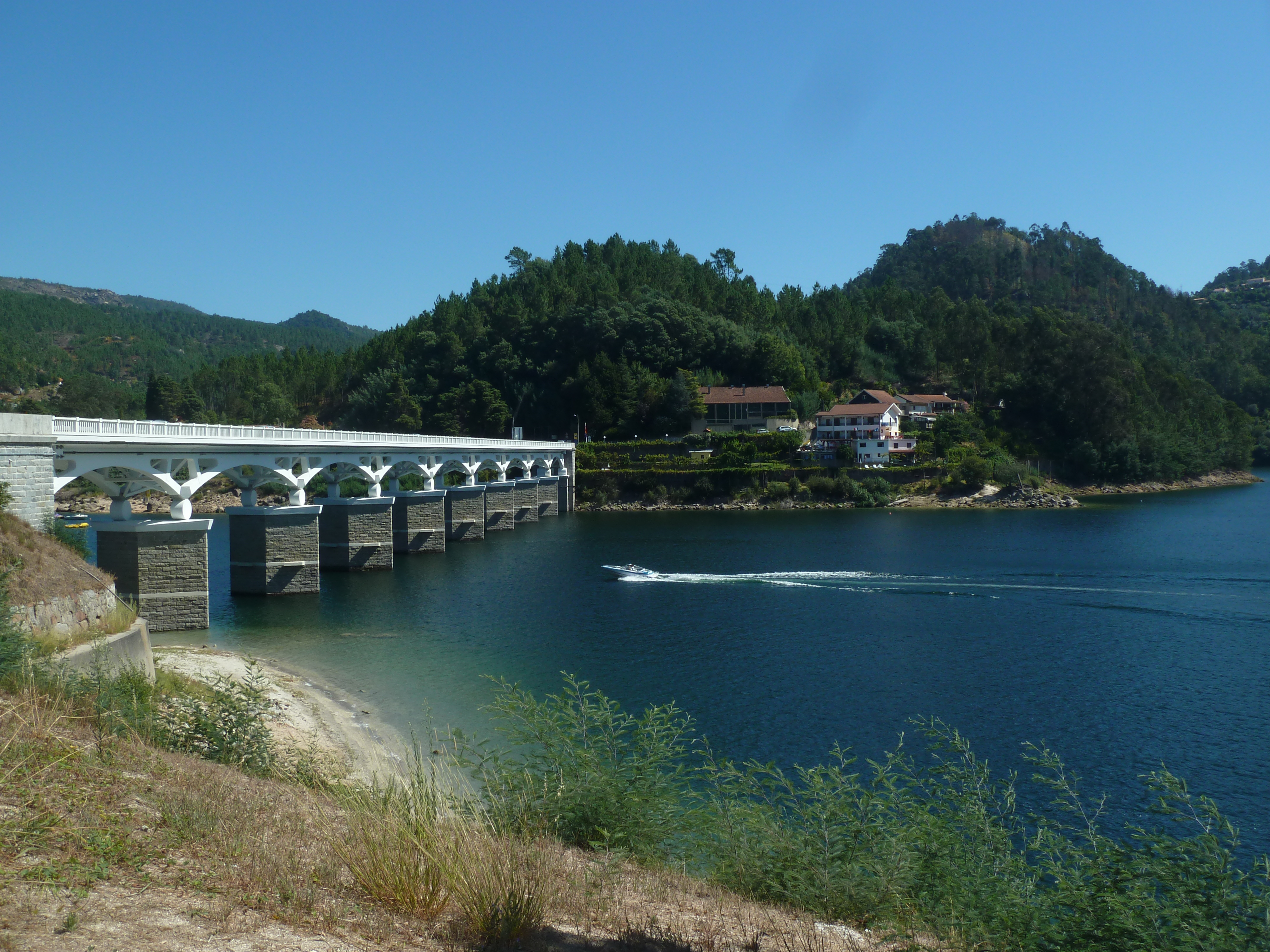
Parque Nacional da Peneda-Gerês, Portugal
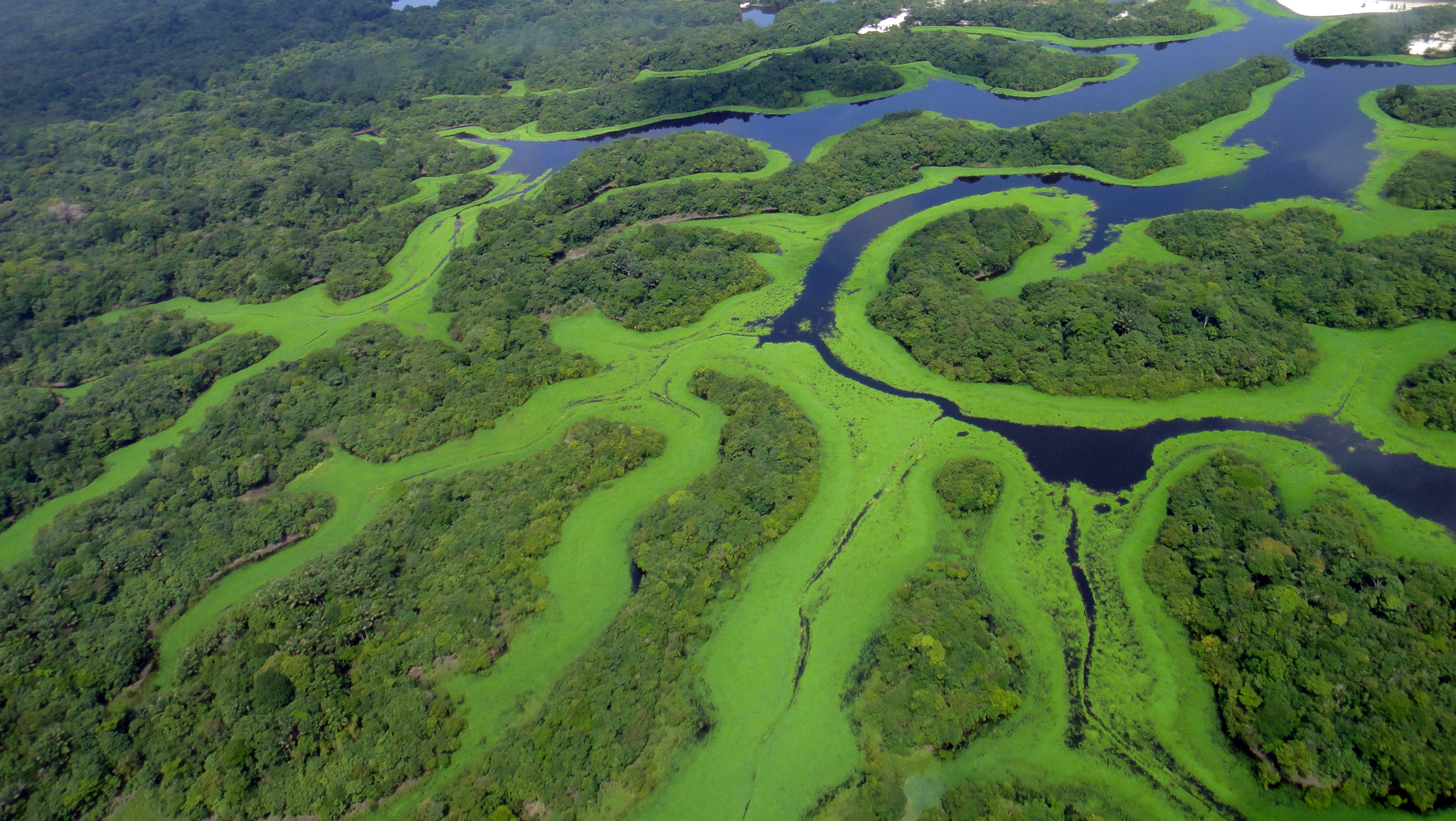
Parque Nacional de Anavilhanas, Brasil
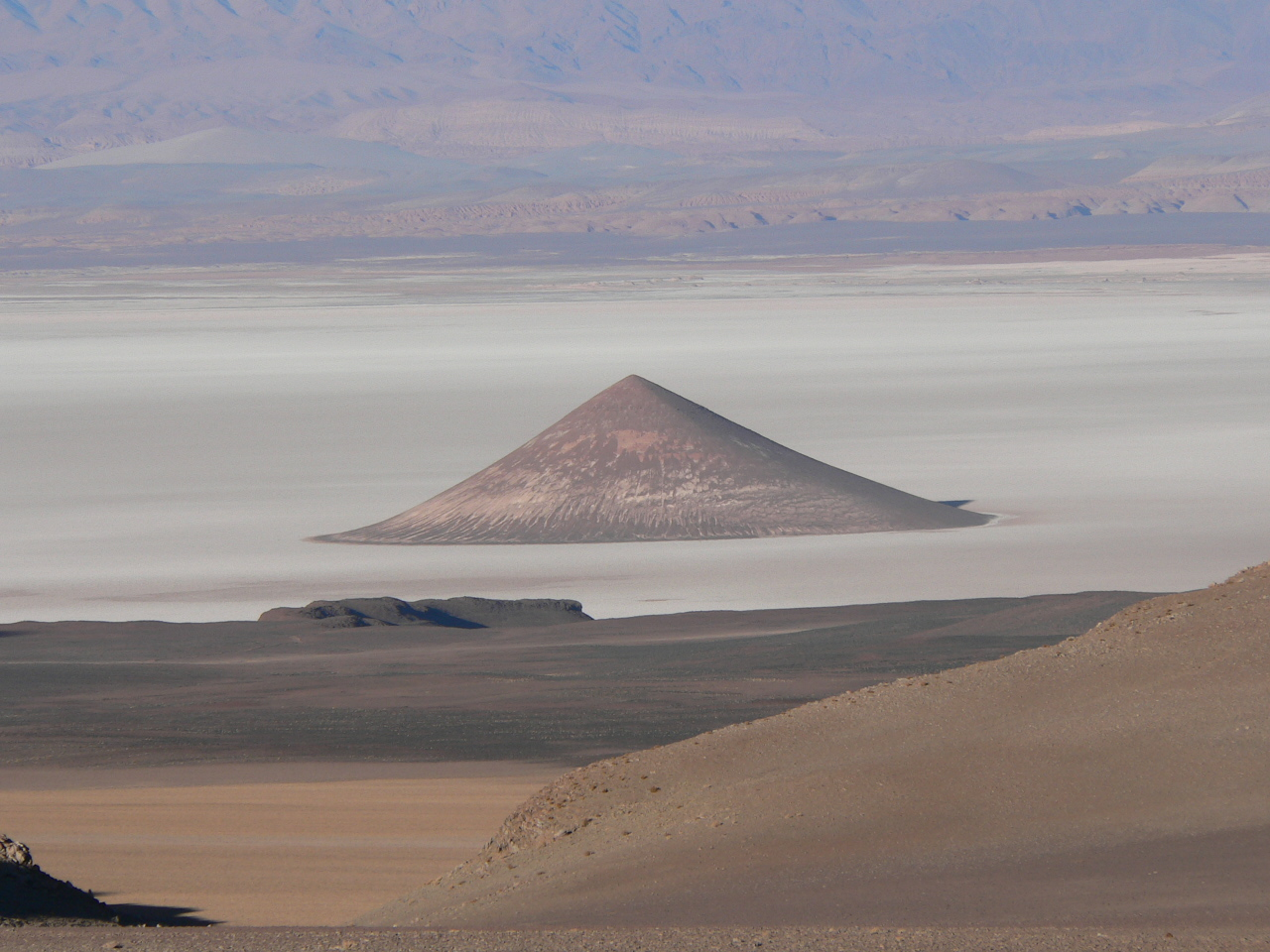
Monumento Natural Cono de Arita, em Salta, Argentina
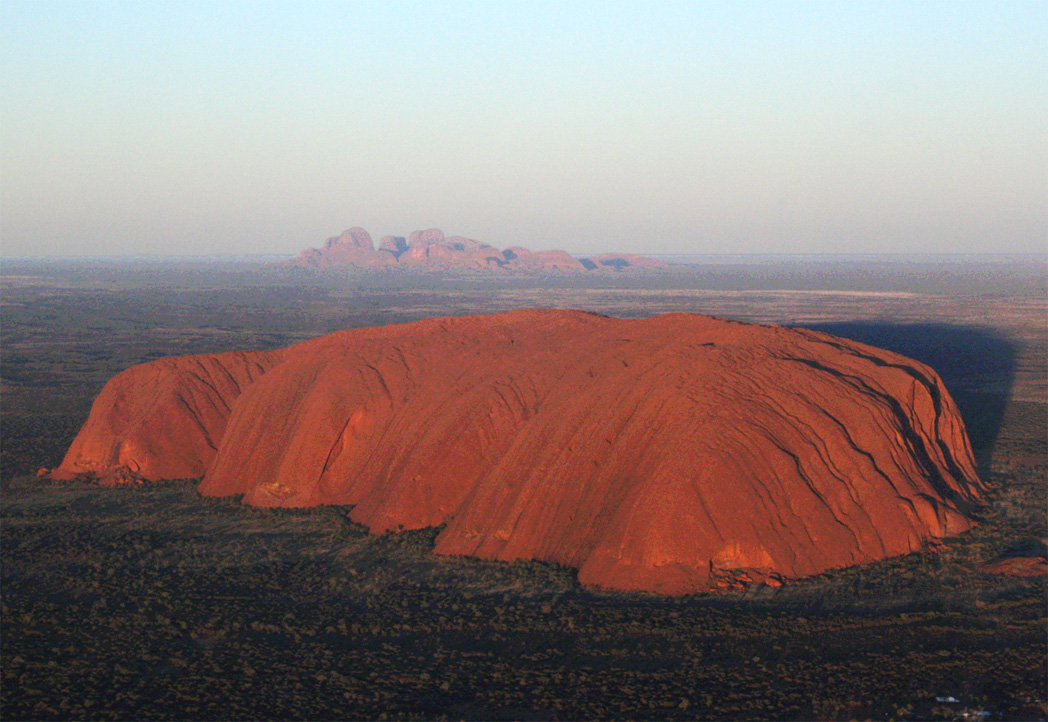
Parque Nacional Uluru-Kata Tjuta, Australia
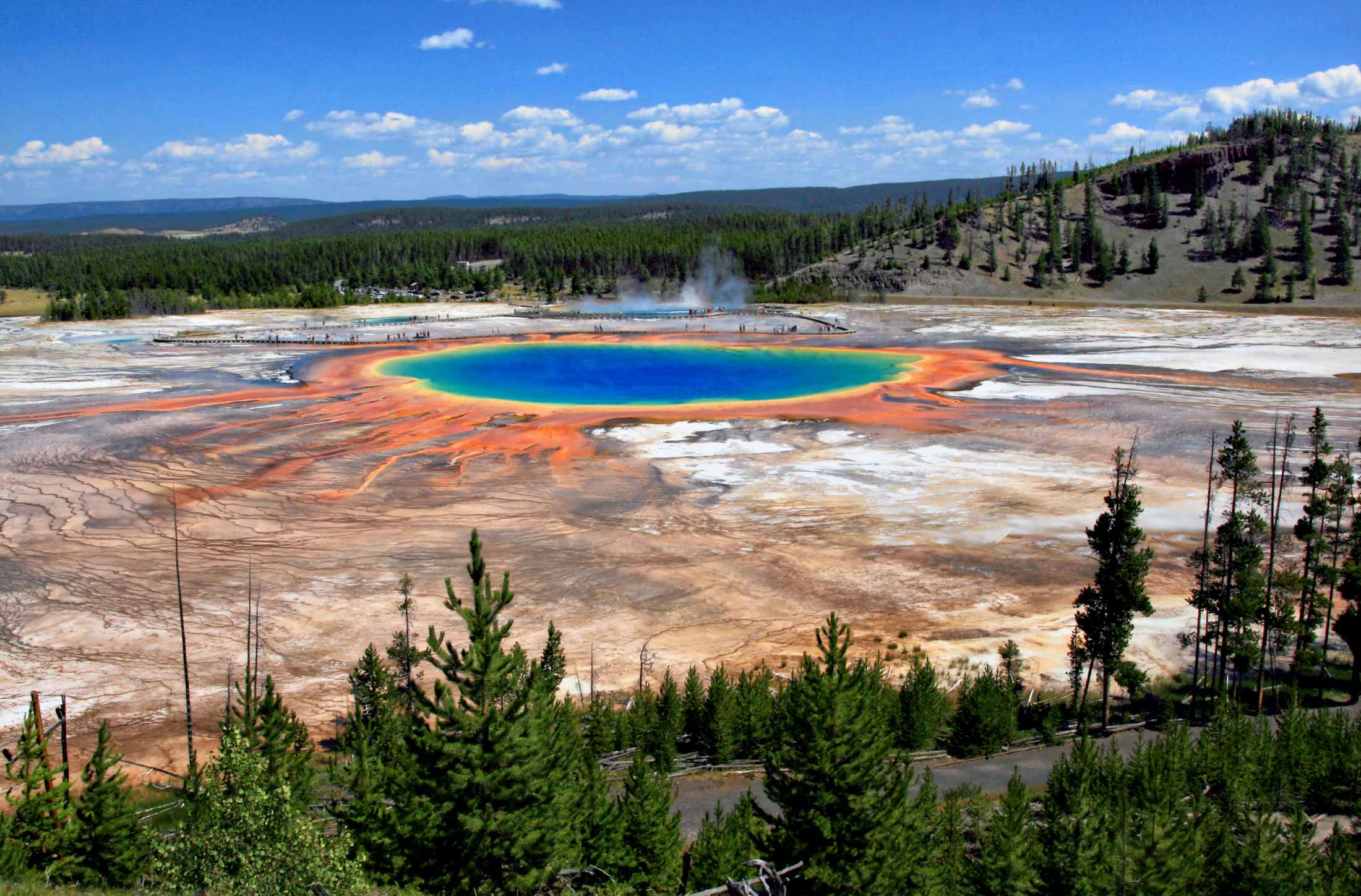
Grand Prismatic Spring, no Parque Nacional de Yellowstone, Estados Unidos
Parque Arqueológico de Machu Picchu, Peru
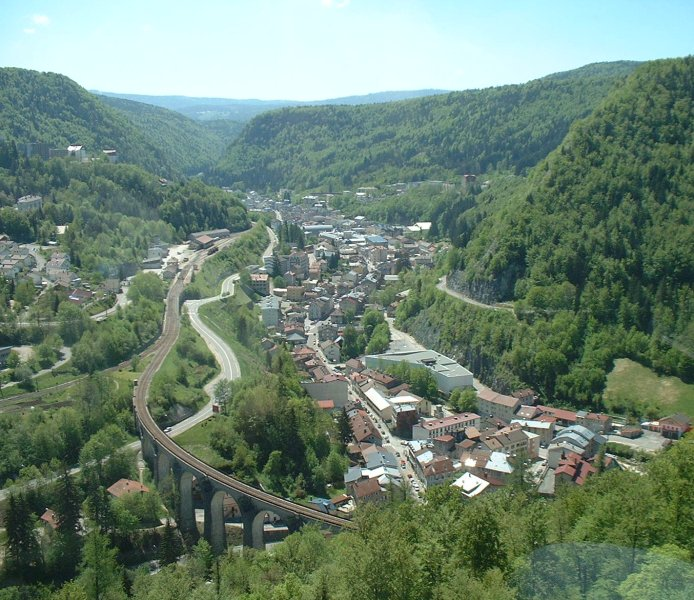
Morez, no Parque Natural Regional do Alto-Jura, França
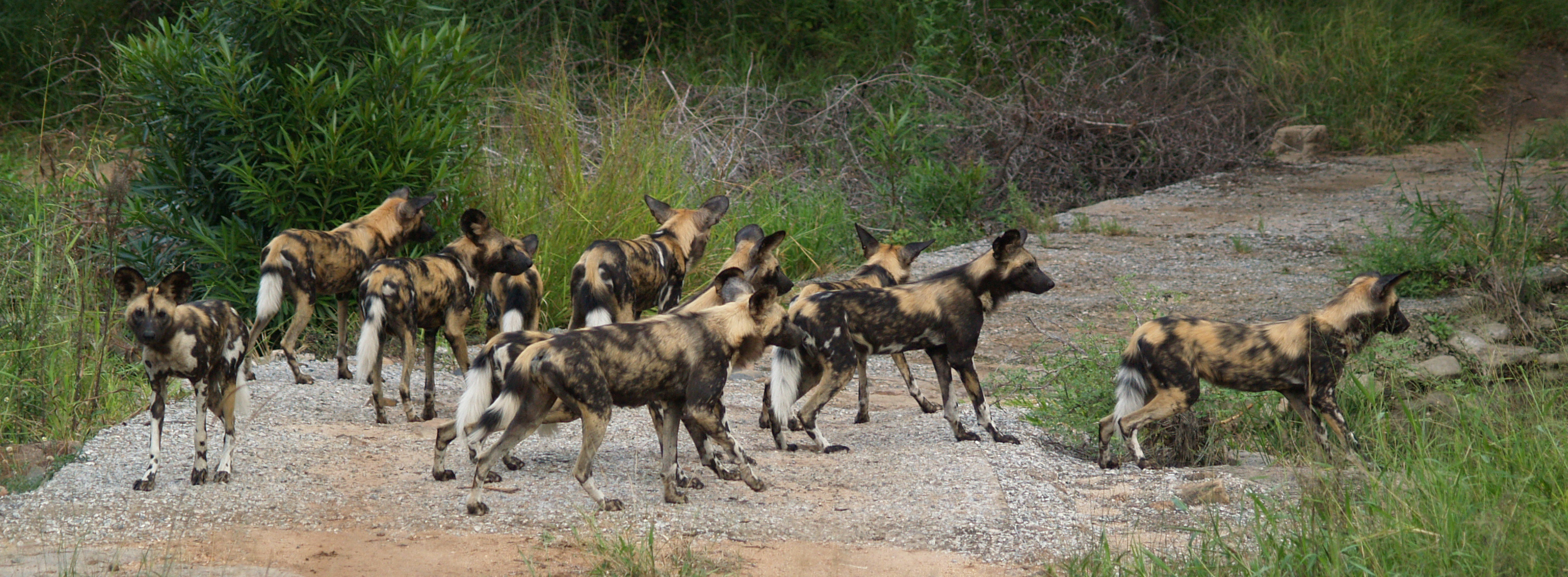
Grupo de Lycaon pictus no Parque Nacional Kruger, África do Sul
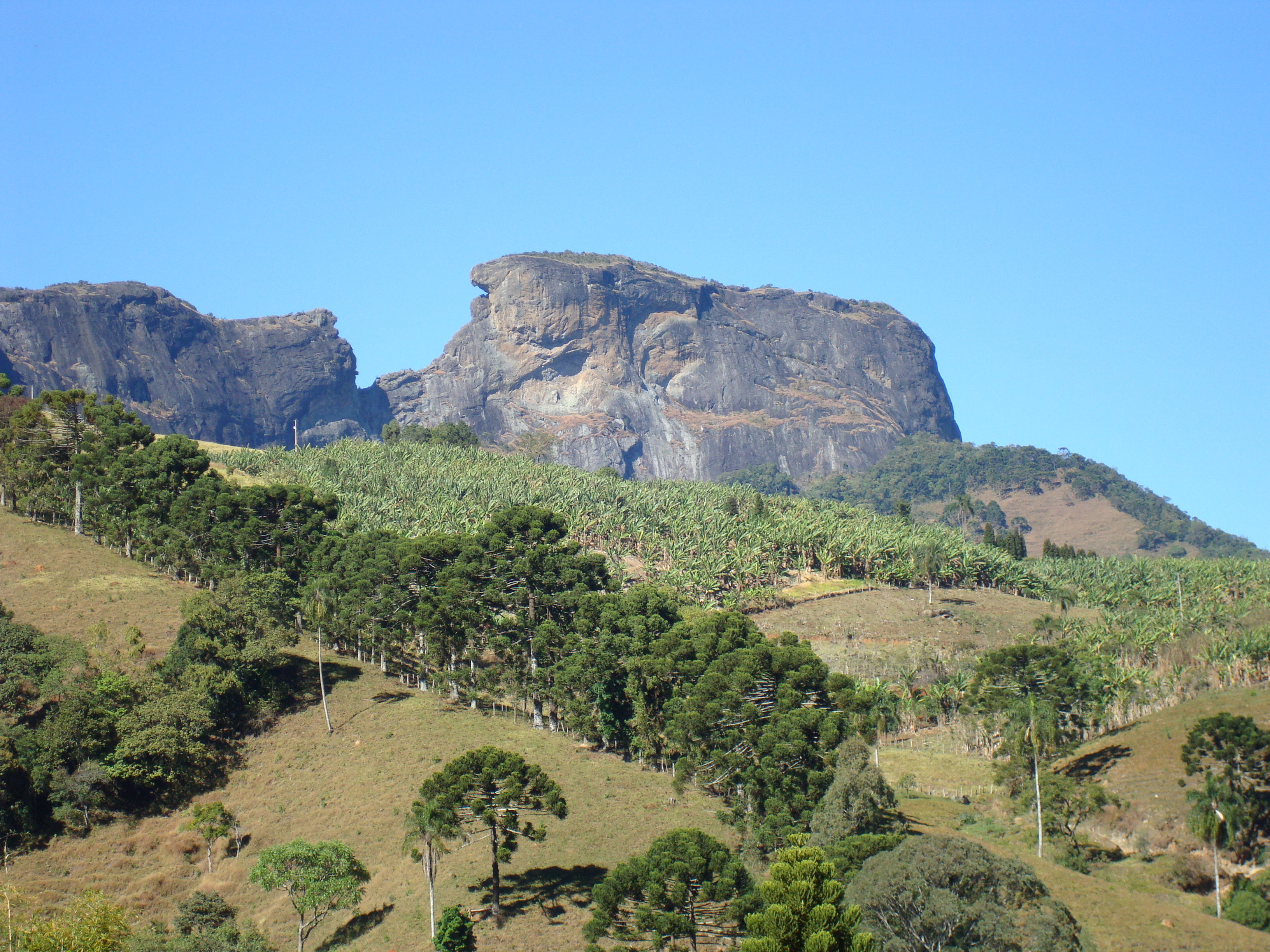
Monumento Natural Estadual da Pedra do Baú, Brasil
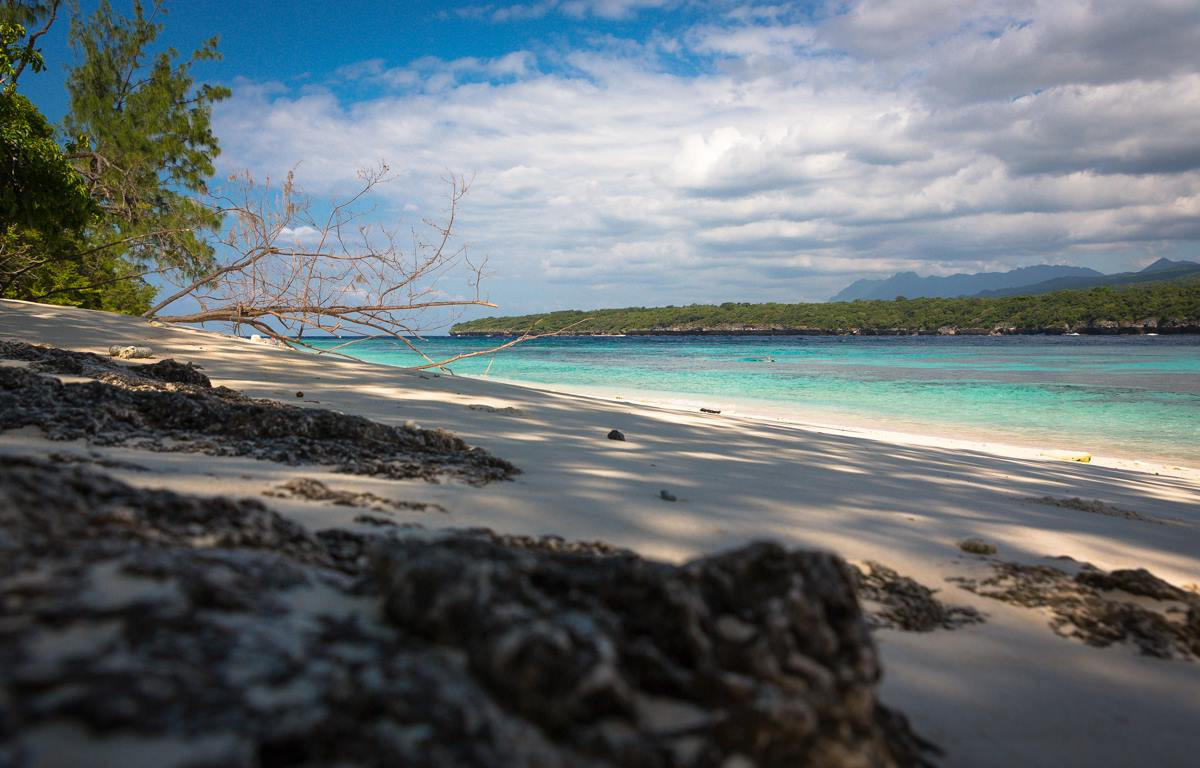
Parque Nacional Nino Konis Santana, Timor-Leste
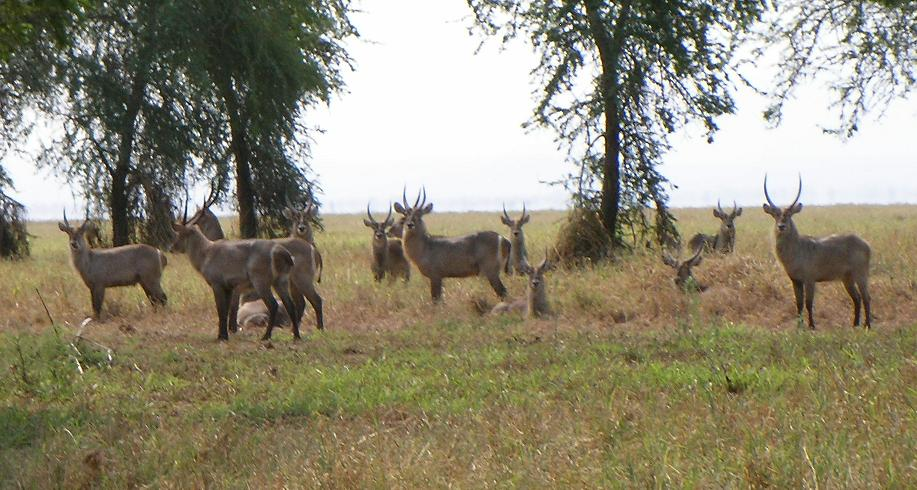
Parque Nacional da Gorongosa, Moçambique
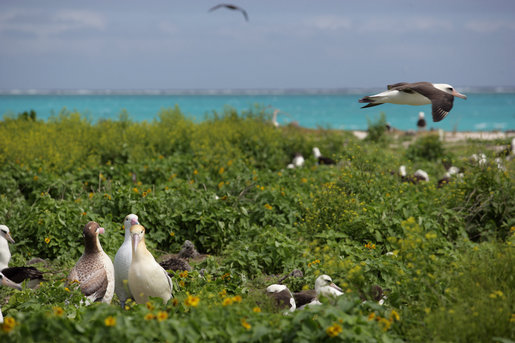
Papahānaumokuākea Marine National Monument, Estados Unidos
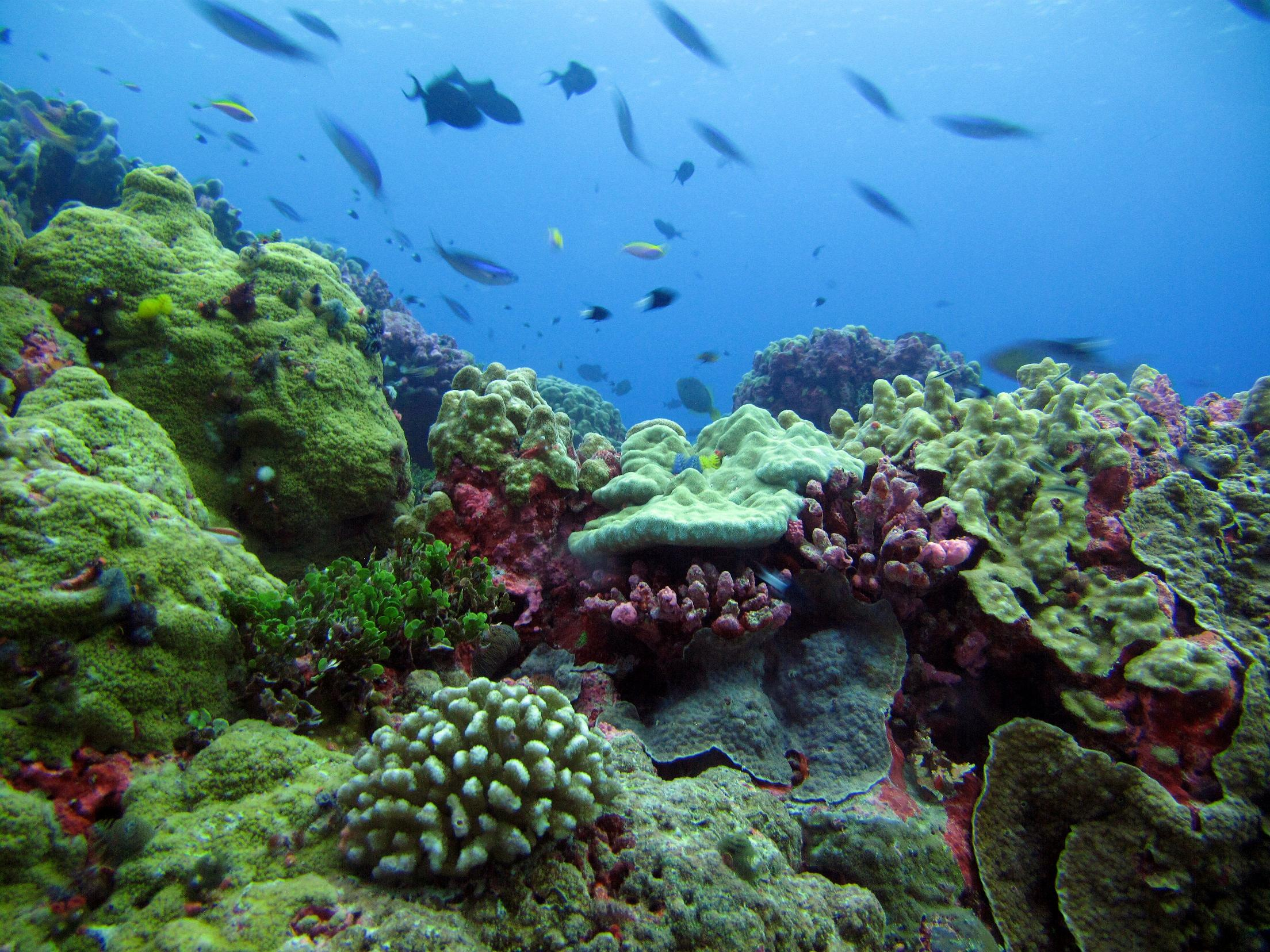
Área Protegida das Ilhas Fénix, Kiribati
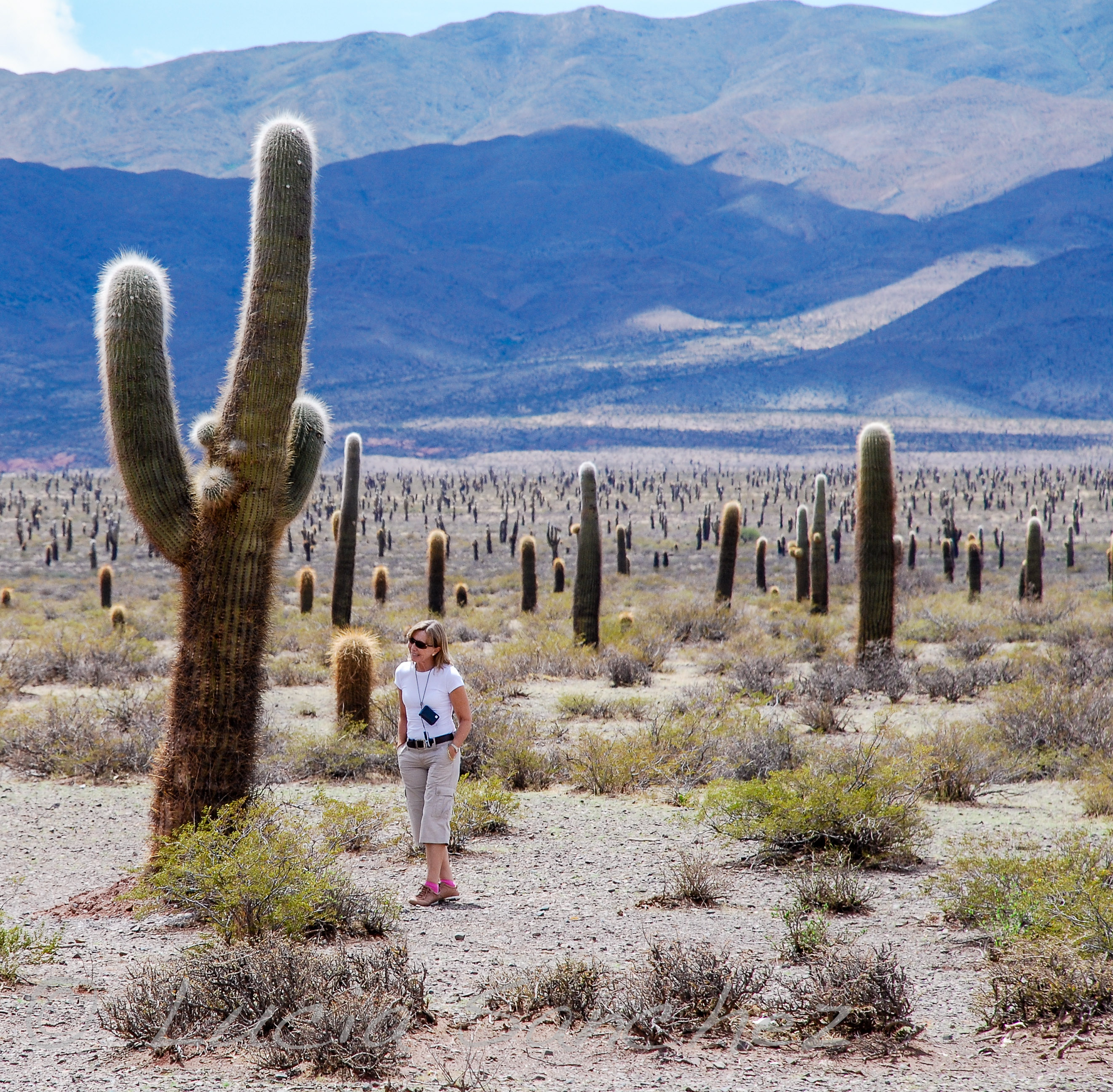
Parque Nacional Los Cardones, Argentina
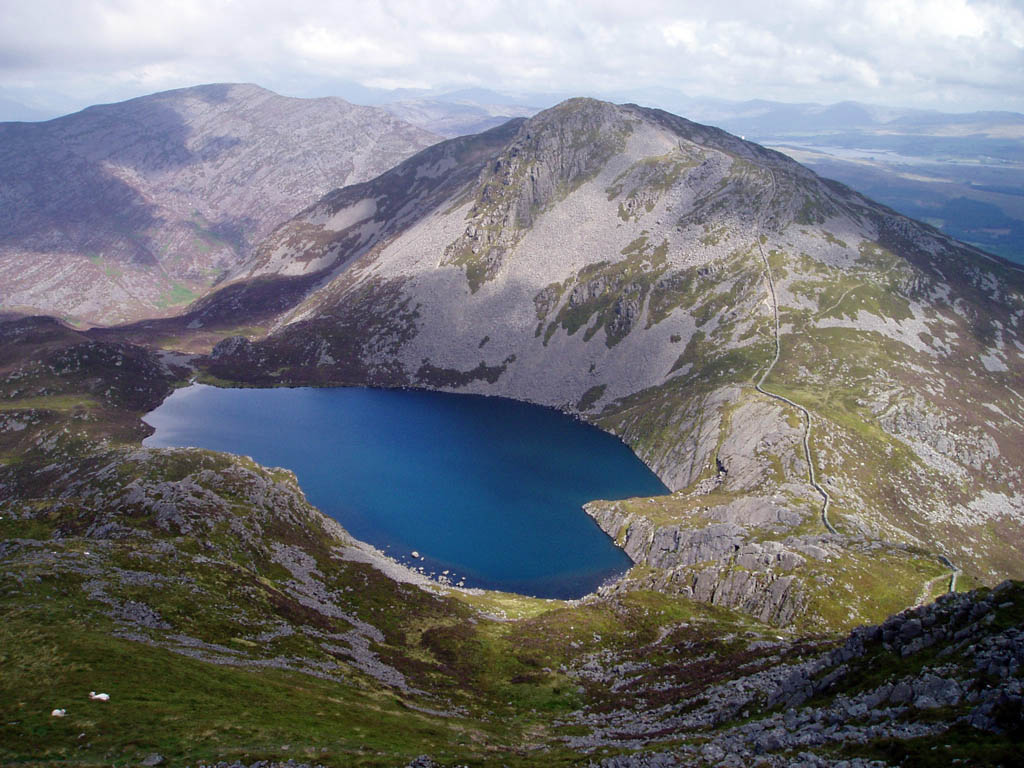
Parque Nacional de Snowdonia, Reino Unido (País de Gales)
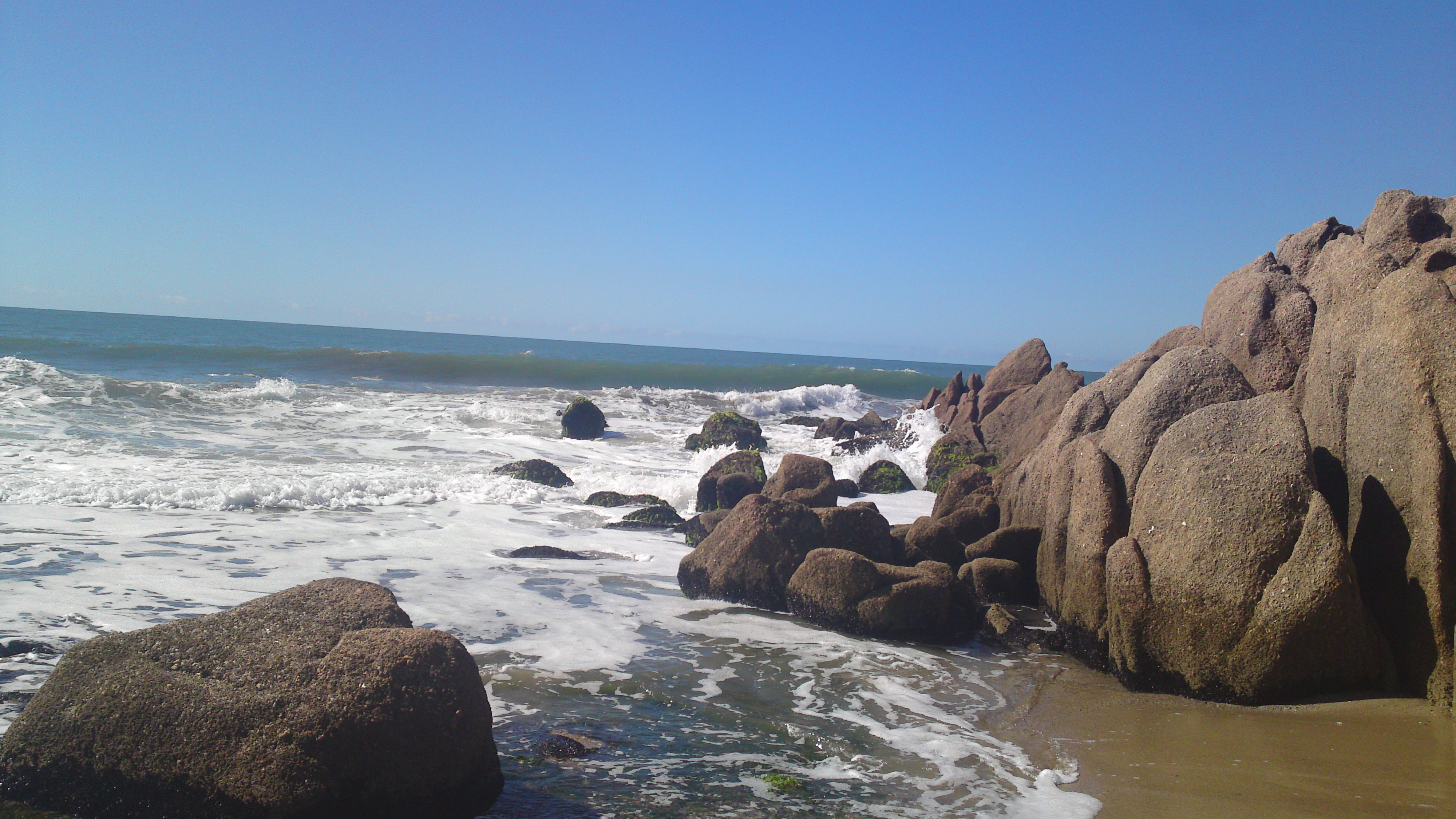
Parque Nacional de Santa Teresa, Uruguai
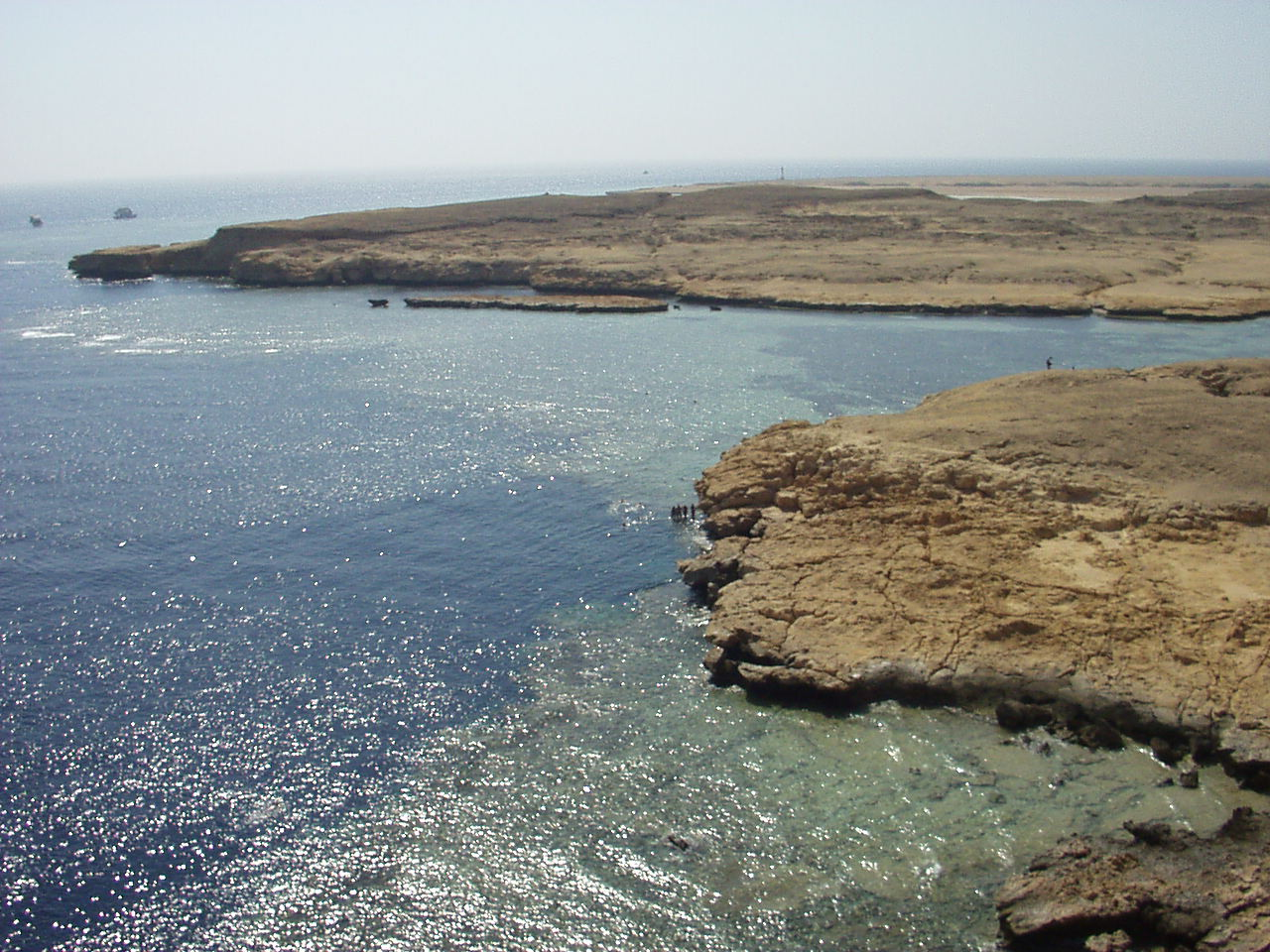
Parque Nacional Ras Muhammad, Egito
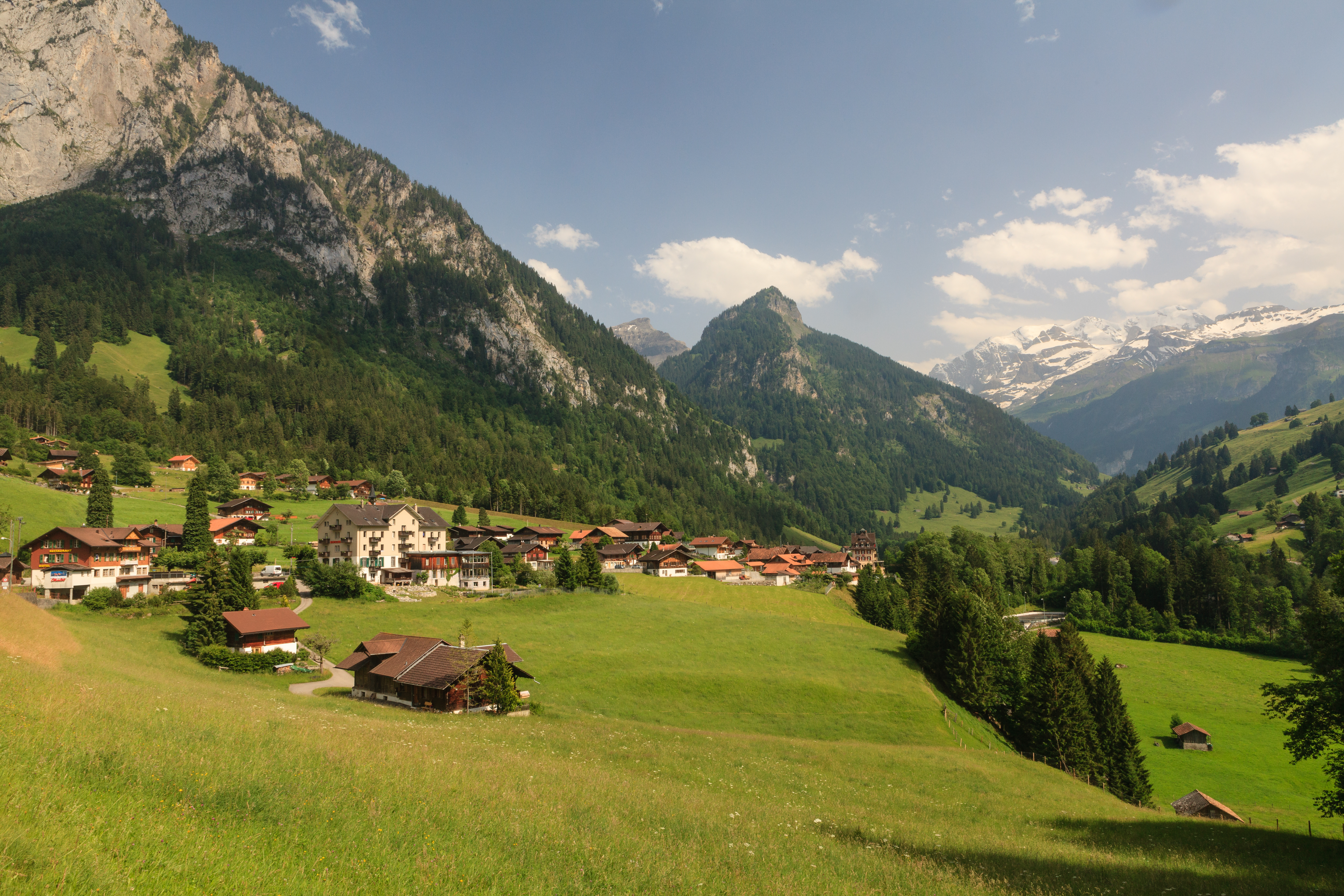
Reserva de Caça de Reichenbach im Kandertal (ao fundo), Suíça
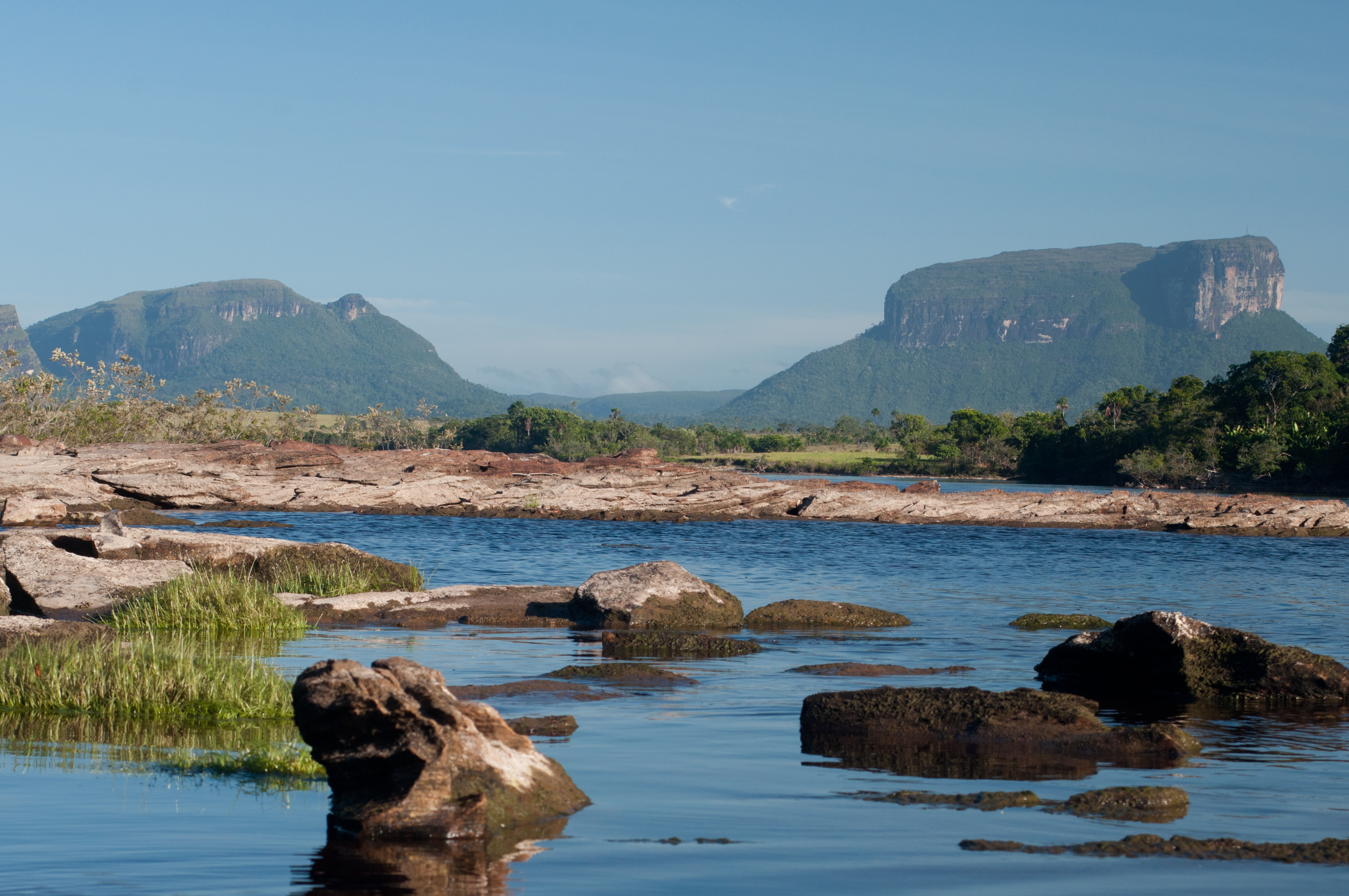
Parque Nacional Canaima, Venezuela